# ميخائيل تشينغ
ميخائيل تشينغ (بالإنجليزية: Michael Ching)‏ هو ملحن أمريكي، ولد في 29 سبتمبر 1958.

## وصلات خارجية
- ميخائيل تشينغ على موقع ميوزك برينز (الإنجليزية)